# Zellmotilität
Zellmotilität bezeichnet die Fähigkeit von Zellen, sich aktiv zu bewegen und ihre Position innerhalb eines Gewebes oder Organismus zu verändern. Diese Bewegung spielt eine entscheidende Rolle in verschiedenen biologischen Prozessen, darunter die Embryonalentwicklung, die Wundheilung und die Immunantwort.

## Mechanismen der Zellmotilität
Zellmotilität kann durch verschiedene Mechanismen erreicht werden, darunter:
- Amoeboide Bewegung: Diese Form der Bewegung wird von Amöben und bestimmten weißen Blutkörperchen genutzt. Sie erfolgt durch das Ausstülpen von Zellausläufern (Pseudopodien) und die anschließende Kontraktion des Zellkörpers.
- Mesenchymale Bewegung: Diese Bewegung ist typisch für Zellen, die sich durch die Extrazelluläre Matrix (ECM) bewegen. Zellen ändern ihre Form und ziehen sich durch die Matrix hindurch.
- Kollektive Bewegung: In vielen Geweben bewegen sich Zellen nicht unabhängig, sondern koordinieren ihre Bewegungen mit benachbarten Zellen, was eine effektive Migration und Organisation ermöglicht.

## Regulation der Zellmotilität
Die Regulation der Zellmotilität ist komplex und wird durch chemotaktische Signale, Zell-Zell-Interaktionen sowie Veränderungen in der Zellumgebung beeinflusst. Verschiedene Signalwege und Moleküle, einschließlich Aktin- und Myosin-Interaktionen, spielen eine zentrale Rolle bei der Steuerung der Zellbewegung.

## Bedeutung der Zellmotilität
Zellmotilität ist entscheidend für viele physiologische Prozesse, einschließlich der Gewebeentwicklung, der Wundheilung sowie der Abwehrmechanismen des Immunsystems. Störungen der Zellmotilität können zu verschiedenen pathologischen Zuständen führen, einschließlich Krebsmetastasen, bei denen Tumorzellen sich von ihrem Ursprungsort entfernen und in andere Gewebe eindringen.